# Зымалев, Георгий Семёнович
Георгий Семёнович Зымалев (25 ноября [8 декабря] 1911, Летяги, Могилёвская губерния — 19 мая 1987, Москва) — советский горный инженер, управленец в горнорудной промышленности Кривбасса и СССР. Герой Социалистического Труда (1966). Кандидат технических наук (1965).

## Биография
Родился 25 ноября 1911 года в деревне Летяги (ныне — Славгородский район, Могилёвская область, Белоруссия). Окончив школу поехал учиться сначала в Гомель, потом в Москву.
В 1923—1934 годах трудился в сельском хозяйстве Могилёвской области. В 1934 году работал проходчиком московского метро, участвовал в строительстве станции «Комсомольская». В 1935 году поступил в Московский горный институт (сейчас — Горный институт НИТУ «МИСиС»), который окончил с отличием, получив профессию горного инженера. Во время учёбы в Москве познакомился, а затем и женился на Ираиде Сергеевне Жулидовой. После института по распределению направлен на Урал, затем в город Кривой Рог. В 1940—1941 годах работал начальником участка и техническим руководителем шахты «Гигант».
В 1941 году, перед захватом Кривого Рога немецкими войсками, участвовал в разрушении шахт. Вместе с несколькими коллегами успел покинуть город — по воде в лодке, прямо под обстрелом. В эвакуации, с 1941 по 1944 год, был начальником участка, потом — главным инженером Бакальского рудоуправления Челябинской области, а затем — Сокольного рудника Лениногорского рудоуправления Восточно-Казахстанской области. В Казахстане родилась старшая дочь Ольга. Сразу после освобождения Кривого Рога от фашистских захватчиков, в феврале 1944 года, возвратился в город, где начал работать начальником шахты «Гигант», где начинал свою карьеру. Восстанавливал разрушенные шахты. В 1945 году в Кривом Роге родилась младшая дочь Людмила.
В 1947—1949 годах — глава ЦК Союза работников железорудной промышленности юга Украины.
В 1949—1953 годах — главный инженер рудоуправления имени М. В. Фрунзе. В 1953—1957 годах — управляющий рудоуправлением имени Кагановича. В 1957—1966 годах — управляющий трестом «Дзержинскруда».
В 1965 году без отрыва от производства защитил кандидатскую диссертацию. С 1967 года — заместитель начальника Главпроекта Министерства чёрной металлургии СССР. До 1987 года занимал руководящие посты в Министерстве чёрной металлургии СССР.
Автор ряда изобретений и публикаций.
Член ВКП(б) с 1940 года. Вёл активную общественную деятельность. Был депутатом Верховного Совета УССР 5-го созыва (1959—1963), делегатом XXII и XXIII съездов КПСС.
Умер 19 мая 1987 года в Москве.

## Награды
- Медаль «За трудовое отличие» (26.12.1952);
- Орден Ленина (19.07.1958);
- Медаль «Серп и Молот» (22.03.1966);
- Орден Ленина (22.03.1966);
- Знак «Шахтёрская слава» 3-х степеней.

## Память
- Имя на Стеле Героев в Кривом Роге.